# ОШ „Ђура Филиповић” Плочица
ОШ „Ђура Филиповић” једна је од основних школа на подручју општине Ковин. Налази се у улици Светог Саве 1, у насељу Плочице.

## Историјат
Школа је основана 1950. године, а носи име по Ђури Филиповићу (1912—1941), омладинцу и учеснику Другог светског рата. До њеног оснивања у Плочици је постојала шесторазредна непотпуна школа. Од званичног оснивања школе „Ђура Филиповић” до 1967. године настава се одвијала у четири зграде, а од тада се настава одвијала у новој, садашњој школској згради. Године 1977. је изграђено бетонско игралиште око школе, а 1984. фискултурна сала. У школском дворишту је подигнут споменик палим борцима током Другог светског рата.